# Khu vườn của Jenny
Khu vườn của Jenny là một cuốn tiểu thuyết của tác giả Trần Phương Hoa (Giám đốc chiến lược của Tập đoàn Giáo dục EQuest) có nội dung xoay quanh hai nhân vật chính xuyên suốt là Jenny và Galant. Thông qua cuộc gặp gỡ bí ẩn với nhiều nhân vật khác nhau, Jenny dường như đã đi sâu vào tâm trí mình để tự giải ra những câu đố của cuộc đời. Câu chuyện được lồng ghép những bài học mà tác giả trải nghiệm và muốn chia sẻ lại với độc giả.

## Nội dung
Hai nhân vật chính trong truyện là Jenny và Galant. Jenny tình cờ gặp được Galant trong khu vườn của mình. Jenny từ chỗ ngờ vực đã dần tin tưởng và cảm thấy gần gũi với Galant. Từ đó Jenny đã trải lòng mình và Galant giúp cô nhìn lại cuộc đời mình dưới một góc nhìn khác. Jenny nhờ vậy đã hiểu ra được nhiều điều và hóa giải được những câu hỏi đã đặt ra suốt bao lâu. Đồng thời, cô cũng giải phóng mình khỏi những sợi xích vô hình để đến gần với hạnh phúc. Galant cũng đã giới thiệu với Jenny những người bạn, người chỉ huy, gia đình và cuộc sống của ông. Mỗi câu chuyên, mỗi nhân vật mà Jenny gặp sau đó là một bài học mà Galant muốn chia sẻ với cô.
Kết thúc câu chuyện, Jenny đã độc thoại với chính mình. Đó cũng là sợi xích cuối cùng mà cô được giải phóng để đến với tự do và hạnh phúc.
Hiệp sĩ văn chương nghệ thuật Pháp,  Đạo diễn điện ảnh Nguyễn Hoàng Điệp của bộ phim Đập cánh giữa không trung đã nhận xét (in trên bìa 4 cuốn sách) rằng "Mang hơi hướng của  Alice ở xứ sở thần tiên phiên bản trưởng thành - Khu vườn của Jenny là cánh cửa mời riêng ta tự bước vào thế giới nội tâm của chính mình. Bước vào đó, không ai bị thu nhỏ hay phóng to kích thước, vẫn chính là "tôi" nhưng là một phiên bản thấu suốt và tĩnh tại. Ở đấy, có những chú Mèo biết nói - quét trọn thân tâm bạn và dẫn bạn đủng đỉnh bước qua ngay cả những nỗi đau bạn từng nghĩ mình chẳng thể nói với loài người."

## Tiếp nhận
Nhà hoạt động xã hội Nguyễn Quang Thạch, người sáng lập chương trình Sách hóa nông thôn Việt Nam, (chương trình đã dành giải thưởng của UNESCO,  Thư viện Quốc hội (Hoa Kỳ), và đã được nhân rộng sang Ấn Độ), đã nói rằng: "Trần Phương Hoa đã vượt qua những định kiến, can đảm sẻ chia bí mật riêng tư nhuốm màu cay đắng của chính mình như một lời cảnh tỉnh để mỗi chúng ta tự nhìn nhận lại trách nhiệm của mình đối với những đứa trẻ, với xã hội và với cả bản thân." Ông cũng cho rằng: "Đọc Khu vườn của Jenny, tôi nhớ đến câu nói của nhà hoạt động môi trường người Mỹ Rachel Carson: "Không có giọt nước nào trong đại dương, thậm chí nằm dưới đáy vực thẳm mà không biết đến và đáp lại những xung lực huyền bí tạo nên thủy triều". Đứa trẻ trong tôi và bạn còn nhạy cảm hơn cả những giọt nước giữa đại dương. Chúng ta tĩnh lặng hồi tưởng vô số khoảnh khắc đã gây cho chúng ta những tổn thương, cũng như những khoảnh khắc mang lại cho chúng ta niềm vui. Bạn sẽ tìm thấy bản thân ở một góc nào đó trong Khu vườn của Jenny. Ai cũng dung chứa trong mình những vết thương, những nỗi đau, nhưng cách mà Jenny làm dịu và ấp ủ chúng để mạnh mẽ bước vào tương lai đáng để chúng ta suy nghĩ. Và rồi sau đó, tôi tin chắc rằng bạn cũng sẽ như tôi, quyết tâm hành động, dù nhỏ, dù lớn, không chần chờ".
Bước vào “Khu vườn của Jenny” là một cảm giác rất nhẹ nhàng, tràn đầy bất ngờ và không thôi hy vọng. Con đường đưa Jenny từ căn hầm tối tăm của quá khứ tới khu vườn ánh sáng của ngày hôm nay cũng sẽ là nguồn năng lượng tích cực truyền tới độc giả, đặc biệt là với những ai từng không may mắn trong đời (Báo Hà Nội mới).
Giám đốc Trung tâm Coaching Hạnh Phúc cho rằng cuốn sách có " nhiều bài học quý giá về hạnh phúc, thành công, tình yêu, bình đẳng và tự do" và "chứa đựng nhiều kiến thức Coaching và Tâm lý trị liệu".
Nhà sản xuất phim, Đạo diễn điện ảnh Nguyễn Hoàng Điệp đã dành những lời hết sức trân trọng đối với cuốn sách "Khu vườn của Jenny lấp lánh nhiều tầng nghĩa." Theo báo nhân dân, "Ở tầng đầu tiên, các bạn trẻ bắt gặp “Alice ở xứ thần tiên”, với một Jenny có khát vọng vươn lên và những bài học rút ra. Những người trưởng thành sẽ thấy Jenny hóa thân thành Isa và tự tìm cách để có được một cuộc sống hạnh phúc song hành với thành công. Tầng sâu nhất, người đọc sẽ mơ hồ gặp Jorge Luis Borges (nhà văn Argentine được giải Nobel văn học) khi Jenny hiện tại và tương lai đối thoại với nhau về chủ đề Tự do.” Cuốn sách "sẽ chữa lành cho những ai đã từng cảm thấy tổn thương trong quá khứ".
"Khu vườn của Jenny" giúp độc giả dũng cảm nhìn lại những nỗi đau, khoảng tối để can đảm vượt qua và tìm lại được ánh sáng cho tâm hồn. Cuốn sách như một liệu pháp tinh thần để chữa lành những vết thương lòng (Báo Tri thức và Cuộc sống).
Đại biểu Quốc hội khóa XIV nhiệm kì 2016-2021, Ủy viên Ủy ban Trung ương Mặt trận Tổ quốc Việt Nam, Chủ tịch Hiệp hội Doanh nghiệp nhỏ và vừa Việt Nam, Tiến sỹ Nguyễn Văn Thân đã nhận xét: "Những trải nghiệm của tác giả được khắc họa rõ nét trong cuộc hành trình của cô gái Jenny, xuất phát từ khu vườn xinh đẹp, trải qua nhiều nơi trên thế giới để rồi lại trở về với chính khu vườn của mình. Mà chỉ khi đi sâu vào trong khu vườn đó, Jenny mới thực sự hiểu rõ được bản thân mình, giải phóng khỏi những xiềng xích để hướng tới hạnh phúc". Ông cũng cho rằng "Khu vườn của Jenny có chương kết thúc rất xuất sắc. Nếu đặt lên bàn cân thì chương cuối nặng hơn tất cả các chương còn lại. Nó làm thành một tác phẩm hoàn chỉnh. Tôi thực sự thích nó, và tôi tin nó sẽ là sự bắt đầu cho rất nhiều người đọc khác và cho cả chính tác giả".
Trạm Đọc (Chuyên trang về thông tin, đánh giá, xếp hạng sách, khuyến khích người đọc tìm đến những cuốn sách hay) có viết "Xuyên suốt mỗi cuốn sách thường có những câu chuyện mà đằng sau nó đều có những bài học nhất định. Những người đã từng trải qua sẽ dễ dàng nhận thấy bài học đằng sau câu chuyện đó. Những người khác có thể nhận ra một bài học cho riêng họ. Nhưng cũng có những người đọc một vài lần mới thực sự hiểu ý của tác giả. Tôi từng có anh bạn rất thích đọc sách của tác giả Nguyễn Hiến Lê. Tuy nhiên có một số quyển mà anh bạn tôi đã phải mở ra rồi đóng lại nhiều lần mà không thể đọc được. Cho đến một ngày mà như anh nói là mới “rung động được theo tần số của tác giả”, lúc đó, anh mới lĩnh hội được. Nếu hiểu theo cách của bạn tôi thì khi người đọc và tác giả có cùng tần số thì việc hiểu ý nghĩa của cuốn sách trở nên dễ dàng hơn. Nhưng cũng có những người cả đời vẫn để dang dở một hay vài cuốn sách nào đó chỉ vì “không thể kết thúc” cuốn sách đó.
Tác giả, khi đưa ra những câu chuyện giúp diễn đạt rõ hơn ý nghĩa, bài học, sự sẻ chia muốn gửi gắm đến đọc giả, thường được tạo ra từ:  1) trải nghiệm của bản thân hoặc 2) từ những bài học học được (mà có thể từ các cuốn sách khác)
“Khu vườn của Jenny” được xây dựng với cả hai yếu tố đó.  Những trải nghiệm của tác giả được khắc họa rõ nét  trong cuộc hành trình của cô gái Jenny, xuất phát từ khu vườn xinh đẹp, trải qua nhiều nơi trên thế giới để rồi lại trở về với chính khu vườn của mình. Mà chỉ khi đi sâu vào trong khu vườn đó, Jenny mới thực sự hiểu rõ được bản thân mình, giải phóng khỏi những xiềng xích để hướng tới hạnh phúc. Bạn đọc sẽ dễ dàng nhận ra tất cả những điều đó.
Tuy nhiên, đằng sau những câu chuyện nhỏ hư cấu đồng thời cũng ẩn chứa các bài học từ những cuốn sách khác. Có lẽ không phải ai cũng sẽ nhận ra điều này.
Ví dụ, khi nói về thỏi nam châm của Renault, tác giả đã mượn hình ảnh ẩn dụ của cậu bé đùa nghịch với thỏi nam châm để làm thức tỉnh Renault, khiến ông nhận ra và vận dụng được “Luật hấp dẫn”, một quy luật của vũ trụ mà những cuốn sách khác đã trình bày sâu hơn như cuốn “Người nam châm – bí mật của luật hấp dẫn” của tác giả Jack Canfield và D. D. Watkins.
Hay khi nói đến những sợi xích của Bernard, cuốn “Những bước đơn giản đến ước mơ” của Steven K.Scott cũng đã đề cập đến việc dứt đứt những xiềng xích của giấc mơ để tiến tới mục tiêu.
Khi  nói về cặp đôi hạnh phúc Galant và Isa, tác giả cũng truyền tải những thông điệp quan trọng để gìn giữ hạnh phúc gia đình như phải hiểu ngôn ngữ  tình yêu của nhau, không nên đưa ra những  yêu cầu không thực tế, ..vv. Những điều này đã được cặp đôi tác giả Paul A. Friesen and Virginia Friesen  giải thích rất chi tiết trong cuốn “The Marriage App”.
Nói đến hạnh phúc, rất nhiều đoạn trong truyện đề cập đến xã hội loài mèo trong khu vườn bị đảo lộn đã khiến nhiều chú mèo không còn vui vẻ nữa.  Sự công bằng của xã hội, ý thức công dân trong xã hội cũng ảnh hưởng đến hạnh phúc cá nhân. Điều  này được đề cập sâu hơn trong cuốn “6 tỷ đường đến hạnh phúc” của Stefan Klein.
Nhân vật Galant, một ông già mèo “sống chậm”  cũng đã thực hành những bài học từ thiền sư Thích Nhất Hạnh trong cuốn “Quyền lực đích thực” để biết sống tận hưởng từng khoảnh khắc, quan tâm, săn sóc những người yêu thương. Ngoài ra, ta chỉ có thể đem hạnh phúc cho người khác khi bản thân mình hạnh phúc. Ta chỉ có thể giúp được người khác khi chính thân tâm ta vững vàng.
Phần cuối của câu truyện, với cách xây dựng Jenny “già” và Jenny “trẻ” đối đáp với nhau, đâu đó ta có thể thấy cuốn sách “Làm chủ giọng nói trong đầu” của Blair Singer. Sự lựa chọn của  Jenny “trẻ” khi bước qua chiếc cửa đã khiến tôi nhớ lại cuốn “Hạnh phúc đích thực” của thiền sư Thích Nhất Hạnh với câu nói nổi tiếng “Hạnh phúc là một lựa chọn, hạt giống của sự khổ đau trong bạn có thể rất mạnh mẽ, nhưng đừng đợi tới khi không còn đau khổ nữa bạn mới cho phép mình hạnh phúc”.
Còn có rất nhiều bài học từ những cuốn sách khác được lồng ghép xuyên suốt cả câu chuyện.
Điều đặc biệt hơn nữa, tác giả đã tập hợp lại những bài học đó, thể hiện dưới dạng sơ đồ khối.  Mỗi cuốn sách là 1 sơ đồ. Sau đó khi đem chồng các sơ đồ này lên nhau đã tạo ra một hiệu quả thú vị. Thứ nhất là có tóm tắt nội dung của những cuốn sách đó trên cùng một hình vẽ. Thứ hai là nhìn thấy được sự tương đồng, bổ trợ lẫn nhau của các cuốn sách trong một cái nhìn toàn diện hơn.
Bí mật này được đặt trong “Khu vườn của Jenny". Các bạn có thể scan mã QR code ở phần cuối của “Lời gửi trao” để nhận được món quà mà tác giả đã dành tặng cho các bạn."
Nhà báo Lê Duy viết “ trong cuốn sách này, Jenny cố gắng đi tìm một con đường bên trong mỗi cá thể. Cô lý giải về thành công và hạnh phúc, về con đường đưa cô từ căn hầm tối tăm của quá khứ tới khu vườn ánh sáng của ngày hôm nay. Tôi nghĩ, với những người phụ nữ đang vật lộn với bóng tối mà tác giả đang tham gia trị liệu tâm lý, những chia sẻ của cô trong cuốn sách này có thể mang lại năng lượng tích cực cho họ. Ít nhất trong những khoảnh khắc được nghe chia sẻ từ cô, một nỗi đau nào biết đâu dịu bớt, một nỗi tự ti nào biết đâu giảm đi hay một sợi xích ràng buộc nào bỗng nhiên được nới bỏ một đôi phần. Như thế, với người viết sách như Jenny đã là phần thưởng, và chắc là: cô không mong gì hơn thế!
...Tôi rất muốn hỏi Jenny cô làm thế nào để kháng cự lại được sức cuốn của cuộc đời này? Rằng cái ý chí của cô dù to lớn đến đâu có chống lại được chiều gió thổi hay không? Tôi đã kỳ vọng Jenny lý giải được và tôi đã không thất vọng. Cô đã thật đúng khi viết rằng, tự do ấy có được không phải bằng cách phá tung mọi xiềng xích đi mà “thay vì chối bỏ chúng, tôi chỉ đơn giản là chấp nhận sự tồn tại của chúng” và rằng “tự do khỏi những sợi xích giống như việc biết mình bị mù màu bẩm sinh, để sau đó không vội vàng nói rằng lá cây màu đen, chứ không phải là tìm mọi cách chữa cho hết bệnh” và rằng “sinh ra làm người sẽ có những kiểu bệnh của người, ta chẳng thể nào chữa dứt tất cả”.
Và như thế, tự do không phải là có nhiều cánh cửa để lựa chọn mà như Jenny viết, cứ điềm nhiên bước qua cánh cửa ngoài kia nơi có một người đàn ông nào đó đang chờ cô để hẹn hò. Cánh cửa ấy sai cũng được, đúng cũng được, nhưng đó là cánh cửa cô sẽ đi, và có thêm sự lựa chọn khác không khiến chúng ta tự do hơn mà ngược lại. Và như thế, cho tôi thêm một ý thôi vào những gì tác giả đã viết: định mệnh hay ngẫu nhiên cũng chỉ là một và không có gì quan trọng nữa rồi.
Tôi thích hình ảnh ấy của Jenny, cô sẽ bước ra khỏi cánh cửa căn nhà với cái tâm lý của kẻ đã “thoát khỏi áp lực của một người phải biết trước tương lai”. Như thế là đẹp rồi, cô sẽ bước qua như cái cách cô bước trong căn phòng tối ngày xưa, nhắm mắt và đếm thật chậm “Một, hai, ba,…”. Và Jenny sẽ không để mình chạm vào tường chính nhờ nhắm mắt lại. Chính khi nhắm mắt vào và cảm nhận như Jenny đã làm, chúng ta lại nhìn thấy rõ hơn quang cảnh trên con đường mà mình sẽ phải bước đi.”
Báo điện tử Zing đề cập tới tác động tích cực của cuốn sách như sau "Và cái cách mà nhân vật Jenny dũng cảm đối mặt với những tổn thương để can đảm vượt qua, tìm lại được ánh sáng cho khu vườn tâm hồn mang đến cho độc giả những xúc cảm, nguồn năng lượng tích cực, đặc biệt là những người từng trải qua ít nhiều tổn thương trong cuộc đời".
“Khu vườn của Jenny” là một bài thuốc “trị liệu” cho tâm hồn, có thể giúp giải phóng tâm trí cho những ai đang bị trói chặt bởi những sợi dây xích của tổn thương trong quá khứ, giúp họ có thể nhẹ chân bước về miền hạnh phúc (Tạp chí điện tử Giáo dục Việt Nam).
Đây không chỉ là cuốn sách cần thiết cho những ai muốn chữa lành sau những tổn thương khó phai trong đời; mà nó còn hữu ích cho bất kỳ ai bị trói buộc bởi những xiềng xích vô hình do xã hội hay chính mình tạo ra. Bởi "Khu vườn của Jenny" sẽ khuyến khích độc giả trở về với thực tại, soi chiếu khu vườn tâm hồn của chính mình, dọn dẹp để tìm lại được vẻ đẹp vốn có của nó, dũng cảm vượt qua nỗi sợ hãi và hoang mang, để thực sự tìm được bình yên và hạnh phúc (Báo Dân sinh).
Theo blogger điểm sách Việt Hà, “Khu vườn của Jenny” là phiên bản văn học của cuốn sách “Sự liều lĩnh vĩ đại”, khuyến khích người đọc dũng cảm đối mặt với tổn thương để tìm lại hạnh phúc, ánh sáng cho khu vườn tâm hồn.
Trên báo Sài Gòn Giải Phóng, “không một tình tiết nào trong cuốn sách bị lên gân hay cường điệu, dù đó là khi viết về nỗi đau tột cùng của Jenny bé bỏng dẫn đến sự câm lặng và nỗi sợ hãi của cô gái suốt nhiều năm sau đó."
"Tác giả cứ rủ rỉ, thì thầm trò chuyện, dắt độc giả vào khu vườn tâm trí của Jenny khi chưa bị xâm hại, nơi lộng lẫy ánh sáng mặt trời chiếu qua sắc hoa ngậm sương trong ngần buổi sớm; nơi có lúc tối tăm hoang vu đầy dây leo và cỏ dại vít lấy những thân cây và phủ lấp mọi lối đi khi cô bị tổn thương…Tất cả những khoảng sáng tối, những niềm vui sướng trong trẻo và nỗi đau nín lặng đó đã làm nên Jenny, một cô gái thông minh, nhân hậu, nhưng luôn cô đơn và có nhiều nỗi sợ hãi ám ảnh.
Trải qua từng trang sách, độc giả thấy yêu cách Jenny nhận ra những sợi xích vô hình đã giam giữ cô, ngăn cản cô đến với hạnh phúc. Họ cũng yêu cách cô tháo bỏ những xiềng xích ấy - nhẹ nhàng nhưng quyết liệt, như chính con người cô.
Không có điều gì cần phải bị chối bỏ hoặc chết đi để một điều gì mới được sinh ra. Sự sống không nhất thiết phải được nảy mầm từ huỷ diệt. Jenny vẫn là chính cô, với tất cả những nỗi đau đã đi qua - không cần oán giận, che giấu, phủ nhận hay vùi lấp bất cứ trải nghiệm nào, dù nó có tồi tệ đến mấy. Một Jenny tự do và hạnh phúc, dù cuộc sống đã hoặc sẽ mang đến cho cô bất cứ điều gì."
Và "Khu vườn của Jenny là một cuốn sách có thể cần thiết và hữu ích cho nhiều người trong hành trình tháo bỏ những xiềng xích của tổn thương trong quá khứ, để bước chân về miền hạnh phúc".
Cuốn sách cũng được đánh giá cao về mặt giá trị xã hội (Đỗ Tiến Thành, Sách hóa nông thôn Việt Nam).